# Remo jezik
Remo jezik (ISO 639-3: rem), izumrli jezik Remo Indijanaca koji se govorio između rijeka Tapiche i Calleria u Peruu i izvoru rijeke Moa u Brazilu. Pripadao je sjevernoj-centralnoj panoanskoj podskupini, panoanska porodica.
Mason ga (1950) s jezicima Indijanaca Capanahua ili Capanawa (s buskipani), Nukuini ili Nucuini (Cuianaua ili Cuyanawa), Niaragua ili Niarawa, Maspo (Epitineri) i Puyamanahua ili Puyamanawa klasificira skupini Capanawa.

## Vanjske poveznice
- Ethnologue (14th)
- Ethnologue (15th)